# Okeover Arm Park
Okeover Arm Park är en park i Kanada.   Den ligger i Powell River Regional District och provinsen British Columbia, i den sydvästra delen av landet, 3 600 km väster om huvudstaden Ottawa. Okeover Arm Park ligger 43 meter över havet.
Terrängen runt Okeover Arm Park är kuperad åt nordost, men åt sydväst är den platt. Havet är nära Okeover Arm Park åt sydväst.Närmaste större samhälle är Powell River, 17,8 km sydost om Okeover Arm Park. 
I omgivningarna runt Okeover Arm Park växer i huvudsak barrskog. Runt Okeover Arm Park är det mycket glesbefolkat, med 2 invånare per kvadratkilometer.